# Philipp Daltrop
Philipp Daltrop (* 23. März 1876 in Cassel; † 1. März 1957) war ein deutscher Jurist. 1950 war er Präsident der Oberlandesgerichts Frankfurt am Main.

## Werdegang
Daltrop verbrachte in Kassel seine Kindheit und Schulzeit. Er studierte an der Ludwig-Maximilians-Universität in München Rechtswissenschaften. Seitdem gehörte er der Turnerschaft Munichia München (heute zu Bayreuth) an. 1897 legte er die Erste, 1903 die Zweite juristische Staatsprüfung ab. 1903 wurde er Gerichtsassistent an den Amtsgerichten in Goldenberg, Kassel, Schmalkalden sowie am Landgericht Kassel. 1908 wurde er zum Amtsrichter ernannt und 1911 zum Landrichter in Kassel befördert. Er diente im Ersten Weltkrieg von 1917 bis 1917 beim 2. Kurhessischen Feldartillerieregiment, zuletzt als Hauptmann der Reserve. 1917 wurde er Richter am Landgericht und im gleichen Jahr Hilfsrichter am Oberlandesgericht Kassel. 1919 wurde er zum Oberlandesgerichtsrat befördert. 1921 war er Mitglied des Auflösungsamtes für Familiengüter in Kassel, 1924 folgte seine Ernennung zum Präsidenten des Landgerichts Cassel.
Aus dieser Position wurde er 1933 als „politisch untragbar“ entfernt und als Senatspräsident an das Oberlandesgericht Frankfurt am Main zwangsversetzt. Den Rechtsanwalt Roland Freisler hatte er sich in Kassel zum Gegner gemacht, weil er ihn zu einer Geldstrafe wegen Beleidigung und Verleumdung verurteilt hatte und seine Zulassung zum Notariat ablehnte. Zum 1. August 1937 wurde er am OLG Frankfurt auf eigenen Antrag in den Ruhestand versetzt. Von Juni 1940 bis August 1942 diente er kriegsbedingt als Hilfsrichter.
Nach dem Zusammenbruch des „Dritten Reiches“ stelle er sich für den Wiederaufbau der Justiz im neu gebildeten Land Großhessen zur Verfügung. Am 1. März 1946 wurde er Leiter der Außenstelle Darmstadt des Oberlandesgerichts Frankfurt am Main. Zum 1. Juni 1948 wurde er zum Vizepräsident des OLG bestellt. Durch Beschluss des Hessischen Kabinetts wurde er mit Wirkung zum 1. Januar 1950 – im Alter von 74 Jahren – als Nachfolger von Walter Moehrs Präsident des Oberlandesgericht Frankfurt. Er übte die Tätigkeit bis Jahresende aus. Im November 1952 wurde ihm wegen seiner Verdienste um den Wiederaufbau der Hessischen Justiz das Große Verdienstkreuz der Bundesrepublik Deutschland verliehen.

## Ehrungen
- 1952: Großes Verdienstkreuz der Bundesrepublik Deutschland